# Петито, Эннемон-Александр
Эннемон-Александр Петито (итал. Ennemond-Alexandre Petitot, 1727, Лион — 1801, Парма) — итальянский архитектор и рисовальщик французского происхождения.
Обучался архитектуре во Франции, в Лионе. В Париже в 1741 году поступил в обучение в мастерскую знаменитого архитектора Ж.-Ж. Суффло, а затем — в Королевскую Академию архитектуры. Выиграв в 1745 году конкурс на Римскую премию, уехал в Рим, где, в частности, познакомился с Дж. Б. Пиранези. Вернувшись в 1750 году в Париж, нарисовал несколько таблиц для знаменитого издания графа де Келюса «Собрание египетских, этрусских, греческих, римских и галльских древностей» (Recueil d’antiquités ègyptiennes, etrusques, grecques, romaines et gauloises, 1752—1767).
В 1753 году премьер-министр герцога Пармского Фердинанда I Бурбона Гийом дю Тийо нанял Петито на должность «архитектора герцогских работ» и преподавателя Пармской Академии изящных искусств (architetto delle Fabbriche ducali e insegnante dell’Accademia). Петито выполнял при герцогском дворе множество разнообразных поручений: от строительства нового дворца и оформления его интерьеров до устройства придворных празднеств, рисования костюмов и украшений. Творчество Петито повлияло на изменение вкусов при герцогском дворе: от барокко к неоклассицизму. Фасад герцогского дворца стал прототипом южного фасада Михайловского замка в Санкт-Петербурге.
Петито выполнил рисунки для серии офортов «Вазы» (Suite de Vases, 1764) и «Маскарад в греческом стиле» (Mascarade à la Grécque, 1771), награвированных Б. Босси. Петито опубликовал «Рассуждение о перспективе» (Ragionamento sopra la prospettiva, 1758) и разработал проект реформы Академии (1781).
К архитектурным работам Петито прежде всего относится проект перестройки Герцогского дворца (Palazzo Ducale) в Колорно, в Парме (1753—1755). Он создал фасад дворца, Большой зал (1755), перестроил лестницу и разбил парк в регулярном французском стиле (1757). Он задумал небольшой храм Аркадии внутри парка (1767) в честь Фердинанда Бурбонского и Марии Амалии Габсбург-Лотарингской, новой правящей четы. Петито проектировал Пьяцца Гранде с новым фасадом церкви Сан-Пьетро (1761—1762), фасад Казино деи Нобили (теперь Casino Petitot, 1760—1770), здание Палатинской библиотеки, Палаццо дель Джардино, Палаццо деи Министери и многое другое.
В Парме Петито задумал создать большой бульвар «Страдоне» (Главная дорога), наподобие парижских (il tracciato dello Stradone), и возвести «Колонну Бурбона» (Colonna Borbone, 1763) высотой 13 м (не осуществлено). Он построил «Маленький домик Петито» (Casinetto Petitot), задуманный как место для обозрения перспективного вида парка, теперь известный просто как «Petitot».
Архитектор скончался на своей вилле в Мароре, недалеко от Пармы, в 1801 году.

## Галерея
- «Казинетто Петито»
- Проект «Колонны королевы». 1746–1750. Офорт
- Лист из серии «Маскарад в греческом стиле». 1771. Офорт Б. Босси по рисунку Петито
- Cкульптор
- Шарж на рисовальщика-гравёра
- Гравёр-печатник
- Продавец гравюр. Шаржи в соавторстве с Ж.-Ш. Делафоссом
- Лист из серии «Вазы». 1764. Офорт
- Пастушка в греческом стиле. Из серии офортов «Маскарад в греческом стиле». 1771
- Жрица. Из серии офортов «Маскарад в греческом стиле». 1771
- Офорт из серии «Вазы». 1764
- Архитектор-жрец. Из серии офортов «Маскарад в греческом стиле». 1771